# پادشاه شیائو ژو
پادشاه شیائو از ژو (به چینی: 周懿王) با نام شخصی جی بیفانگ (به چینی: 姬辟方)؛ هشتمین پادشاه دودمان ژو در چین باستان بود. تاریخ سلطنت وی مورد اختلاف است، اما عموماً تصور می‌شود که او از ۸۹۱ تا ۸۸۶ پ. م یا ۸۷۲ تا ۸۶۶ پ. م حکومت کرده‌است. او پسر پادشاه مو و برادر پادشاه گونگ بود.

## زندگی
از سلطنت او اسناد کمی در دست است. پیش از او برادرزاده‌اش، پادشاه ییه ژو حکومت می‌کرد و پس از او پسر برادرزاده‌اش، پادشاه یی ژو، بر تخت نشست. سیما چیان می گوید که یی "توسط بسیاری از اربابان بر تخت بازگردانده شد". این به یک غصب اشاره دارد، اما موضوع کاملاً روشن نیست.
پادشاه شیائو به فیزی نجیب‌زاده یک زمین کوچک در چین اعطا کرد. پادشاه شیائو از شهرت او مطلع شد و او را مسئول پرورش و تربیت اسب برای ارتش ژو کرد. پادشاه شیائو برای پاداش کمک‌های او می خواست فیزی را به جای برادر ناتنی اش چنگ، وارث قانونی پدرش کند.

## خانواده
ملکه‌ها
- وانگ جینگ (王京)